# Nils Petter Molvær
Nils Petter Molvær, född 18 september 1960 i Langevåg, Møre och Romsdals fylke, Norge, är en norsk jazzmusiker och kompositör vars huvudinstrument är trumpet. Han var under 1980-talet medlem i jazzgruppen Masqualero, men har sedan 1997 verkat som soloartist. Hans musik kan beskrivas som nu-jazz eller jazztronica (jazz med elektroniska inslag) och jazzfusion, med inspiration från Miles Davis 1970-talsinspelningar.
Han har tilldelats flera norska musikpriser såsom Spellemannprisen (1997), Gammleng-prisen (1998) och Buddyprisen (2003).

## Diskografi
- 1997: Khmer
- 1998: Khmer: The Remixes (promo)
- 1998: Ligotage (EP)
- 2000: Solid Ether
- 2001: Recoloured (remixes)
- 2002: NP3
- 2004: Streamer (2002, live)
- 2005: Er
- 2005: Edy (soundtrack)
- 2005: Remakes (remixes)
- 2005: An American Compilation (samling)
- 2008: Re-Vision (överblivna soundtrackinspelningar)
- 2009: Hamada
- 2011: Baboon Moon
- 2014: Switch
- 2016: Buoyancy